# Trippa alla milanese
La trippa alla milanese, o busecca (pronunciato by'zɛka in lingua lombarda, scritto come in italiano in ortografia classica), è un secondo piatto tipico della cucina popolare milanese e lombarda. È generalmente preparata durante la stagione invernale.

## Storia
Un tempo cucinata in occasione delle festività e delle fiere paesane, la busecca era consumata tradizionalmente alla sera della Vigilia di Natale. Di origini milanesi, in seguito si è diffusa nelle zone limitrofe. Con il passare dei secoli, in ogni zona, e spesso in ogni famiglia, si è radicata una ricetta peculiare.
La busecca è una delle pietanze rappresentative della cucina milanese. Per tale motivo l'epiteto "busecconi", cioè "mangia-trippa", è diventato uno dei soprannomi con cui sono conosciuti i milanesi.
È a base di trippa, fagioli, passata di pomodoro, carote e sedano. Busecca (o büsèca in ortografia unificata), in dialetto lombardo occidentale, significa infatti "trippa", cioè la frattaglia ricavata da diverse parti dello stomaco dei bovini e non, come generalmente creduto, dal loro intestino.